# Kirchenkreis Reinickendorf
Der Kirchenkreis Reinickendorf ist einer von zehn Kirchenkreisen der Evangelischen Kirche Berlin-Brandenburg-schlesische Oberlausitz im Sprengel Berlin. Er umfasst ca. 56.000 Gemeindeglieder in 16 Gemeinden (Stand Februar 2021) und entspricht flächenmäßig dem Bezirk Reinickendorf.

## Geschichte
Der Kirchenkreis entstand 1949 durch die Teilung des Kirchenkreises Berlin Land II in die Kirchenkreise Pankow und Reinickendorf. Dabei kamen die Gemeinden im nördlichen Umland Berlins zum Kirchenkreis Reinickendorf, bis der Bau der Berliner Mauer 1961 die Umgliederung in den Kirchenkreis Pankow (2008 mit den Kirchenkreisen Wedding und Weißensee zum Kirchenkreis Berlin Nord-Ost vereinigt) erzwang.

## Organisation

### Superintendentur
Der Kirchenkreis wird durch einen Superintendenten geleitet. Er übt die direkte Dienstaufsicht über die ordinierten  Mitarbeiter des Kirchenkreises aus. An das Superintendentenamt ist auch ein Predigtauftrag gebunden. Seit 1. Juli 2023 wird das Amt von Pfarrer Thomas Dirk Harms wahrgenommen. Den Predigtauftrag übt er in der Evangelischen Apostel-Johannes-Gemeinde aus.

### Verwaltung
Um den Kirchenkreis und die Kirchengemeinden zu entlasten, wurde die Verwaltung zentral organisiert. Verwaltungsaufgaben werden im Kirchlichen Verwaltungsamt (KVA) Berlin-Mitte-Nord übernommen, das nach der Fusion Anfang 2012 seine Arbeit für die drei Kirchenkreise Stadtmitte, Reinickendorf und Nord-Ost begonnen hat.

### Kirchengemeinden
Folgende Kirchengemeinden gehören zum Kirchenkreis Reinickendorf:
Alt-Wittenau, Apostel-Johannes Kirchengemeinde, Apostel-Petrus Kirchengemeinde, Evangeliumskirchengemeinde Berlin-Reinickendorf, Felsen-Kirchengemeinde (Apostel-Andreas-Kirche und Gemeindezentrum Rollberge), Frohnau, Heiligensee (Dorfkirche und Waldkirche), Hermsdorf (Dorfkirche und Apostel-Paulus-Kirche), Kirchengemeinde am Seggeluchbecken, Konradshöhe/Tegelort, Lübars, Luther-Kirchengemeinde Alt-Reinickendorf, Matthias-Claudius-Kirchengemeinde, Segens-Kirchengemeinde, Tegel-Borsigwalde (Dorfkirche Alt-Tegel, Gnade-Christi-Kirche, Hoffnungskirche (Berlin-Tegel), Martinuskirche und Philippuskirche), Waidmannslust.

## Arbeitsschwerpunkte
Arbeitsschwerpunkte liegen im Kirchenkreis vor allem auf der Arbeit mit älteren, kranken und behinderten Menschen. Im Gebiet des Kirchenkreises befinden sich mehrere Diakoniestationen und kirchliche Altenpflegeeinrichtungen. Für diese Aufgaben wurden mehrere kreiskirchliche Sonderpfarrstellen eingerichtet.
Ein weiterer Schwerpunkt wird  in der Kinder- und Jugendarbeit gesetzt, da junge Familien in die äußeren Teile des Bezirks zogen. Ein Kreisjugendkonvent wurde gegründet, in dem die Jugendarbeit der Gemeinden vernetzt wird und durch den zentrale Aufgaben für die Jugendarbeit wahrgenommen werden. Neben dem Beauftragten für die Arbeit mit Kindern und Jugendarbeit unterstützt der Kreisjugendpfarrer dessen Arbeit.
Zentrale Aufgabenbereiche des Kirchenkreises sind in der Arbeitsstelle für Gemeindeberatung zusammengefasst, die zugleich dem Kirchenkreis zuarbeitet und die Tätigkeit der Gemeinden unterstützt. Die Arbeitsstelle umfasst die Arbeitsgebiete Gemeindeberatung, Arbeit mit Kindern und Jugendarbeit, KiTa-Fachberatung, Seniorenarbeit sowie Baubetreuung.

## Kirchengebäude
Siehe: Kategorie:Kirchengebäude des Evangelischen Kirchenkreises Reinickendorf